# Борго Коломбара (Ферара)
Борго Коломбара (итал. Borgo Colombara) је насеље у Италији у округу Ферара, региону Емилија-Ромања.
Према процени из 2011. у насељу је живело 38 становника. Насеље се налази на надморској висини од 8 м.